# 相川英輔
相川 英輔（あいかわ えいすけ）は、日本の小説家。ローマ字表記は「Eisuke AIKAWA」。千葉県生まれ。福岡県福岡市在住。

## 経歴
西南学院大学商学部卒業、同大学大学院経営学専攻修了。2005年（平成17年）、投稿作「打棒日和」が第35回九州芸術祭文学賞佳作を受賞（大賞作なし）。2013年（平成25年）、投稿作「日曜日の翌日はいつも」が第13回坊っちゃん文学賞佳作を受賞。2015年（平成27年）、第3回ダ・ヴィンチ「本の物語」大賞にて「When the ship comes in」が最終候補作となる。同年、第46回福岡市文学賞小説部門を受賞。受賞理由は、「人間心理を捉える力に秀で、特に青春期の男女が障壁を乗り越えて成長していく姿を描く作風が高い評価を得ているため」とされている。
2020年7月、スペキュレイティブ・フィクションのウェブジン（ウェブ専門雑誌）Samovarの姉妹誌で、英訳された作品の投稿を受けつける季刊特集号に"Hummingbird"（Toshiya Kamei訳、邦題「ハミングバード」）が日本人として初めて掲載される、「周日次日不复往日」（木海訳、邦題「日曜日の翌日はいつも」）が中国SFデータベース（CSFDB）の2024年度年間推薦作（海外中短編部門）に選出されるなどしている。
2025年、『黄金蝶を追って』で第5回読者による文学賞スピンオフを受賞。

## 作品リスト

### 単著
- ハイキング（2017年10月 惑星と口笛ブックス）
  - 収録作品：ハイキング/日曜日の翌日はいつも/ファンファーレ/打棒日和
- 雲を離れた月（2018年6月 書肆侃侃房）
  - 収録作品：雲を離れた月/ある夜の重力/７月２日、夜の島で/エスケイプ
- ハミングバード（2019年2月 惑星と口笛ブックス）シングルカットシリーズ
- ハンナのいない10月は（2020年5月 河出書房新社）
- 黄金蝶を追って（2023年7月 竹書房）
  - 収録作品：星は沈まない/ハミングバード/日曜日の翌日はいつも/黄金蝶を追って/シュン=カン/引力

### アンソロジー
※ 「」内が相川英輔の作品
- ヒドゥン・オーサーズ（2017年5月 惑星と口笛ブックス）「引力」
- Japanese Fantasy Drabbles(2020年4月 Black Wings & White Paper Publishing) 「Afternoon Chat」「Their Magic」
- Potato Soup Journal's Best of 2020 Anthology(2021年6月 Potato Soup Journal) 「A Night at Ayutthaya」
- MONSTER(2021年10月 Blurb) 「Hiking」
- 名著奇変(2023年6月 飛鳥新社) 「Under the Cherry Tree」
- 幻想と怪奇 不思議な本棚 ショートショート・カーニヴァル(2024年6月 新紀元社) 「円環」

### 雑誌掲載
- 打棒日和（『文學界』2005年4月号）
- エスケイプ（『たべるのがおそい』第3号2017年4月）
- わたがし（『ほんのひとさじ』第6号2017年7月）
- 一番星を見つけるのはいつも熊（『ほんのひとさじ』第7号2017年11月）
- 夜が僕らを試している（『ほんのひとさじ』第8号2018年2月）
- あなたの物語（『ほんのひとさじ』第9号2018年7月）
- 夜のすべて（『ほんのひとさじ』第10号2018年11月）
- イン・ザ・パーク（『ほんのひとさじ』第13号2019年11月）
- 五月の理容店（『ほんのひとさじ』第14号2020年6月）
- さかさまの洗面器（『小説すばる』2021年2月号）
- 瑞獣と祈り（『小説すばる』2021年5月号）
- 理由（『ほんのひとさじ』第16号2021年6月）
- 星は沈まない（『小説すばる』2021年7月号）
- 幽霊の寿命（『小説すばる』2021年9月号）
- 海辺の交番は（『小説すばる』2021年11月号）
- アレロパシー（『小説すばる』2022年1月号）
- 愛の証明（『Kaguya Planet』2022年10月）
- 檻の中（『CALL magazine』2023年3月）
- 昨日の友人（『幻想と怪奇 15』2024年2月）
- 大釜とアルコン（『小説新潮』2024年3月号）
- 魔法をさがして（『スピン/spin』第7号2024年3月）
- アフター・アワーズ（『小説新潮』2024年10月号）
- リトル・フィンガー（『小説新潮』2025年4月号）
- コヴェントリーのトム（『幻想と怪奇 17』2025年4月）

### エッセイ
- 随筆喫茶「あの日の映画館」（『西日本新聞』2017年9月16日号）
- 一期一衣「山高帽」（『小説すばる』2020年6・7月合併号）
- 「わたしの相棒」（『小説新潮』2023年11月号）

### 翻訳
- After Retirement (『Elephants Never』2020年1月）
- Cotton Candy (『Queen Mob's Teahouse』2020年4月）
- Bears Always Find the First Star of the Night（『Sinking City』2020年5月）
- All That Is Night（『Steam Ticket』2020年5月）
- Hummingbird（『Samovar』2020年7月）
- A Night at Ayutthaya（『Potato Soup Journal』2020年9月）
- Chasing a Shadow（『The Interpreter's House』2020年10月）
- 周日次日不复往日（『銀河辺緑018』2024年5月）

### 朗読
- Hummingbird（『PodCastle』2021年10月）

### その他
- 7月2日、夜の島で（『2015年度福岡市文学賞受賞記念作品集』2016年3月）